# Academia Noruega de Música
La Academia Noruega de Música (en noruego: Norges musikkhøgskole) es un conservatorio de música situado en Oslo, Noruega, en el barrio de Majorstuen, Frogner. Es la mayor academia de música en Noruega y ofrece el mayor nivel de educación de la música del país. Como un colegio universitario, ofrece tanto cursos de pregrado como de postgrado. A lo largo de los años la Academia ha educado a muchos de los músicos más famosos de Noruega. La Academia Noruega de Música educa artistas intérpretes o ejecutantes, compositores y pedagogos, y los intentos de sentar las bases para la investigación en diversos campos de la música. Se educa a los músicos dentro de los géneros de la música popular, la música de la iglesia, la música clásica y, muy en particular en los últimos años, una serie de artistas han tenido éxito en el ámbito del jazz.